# Abdet

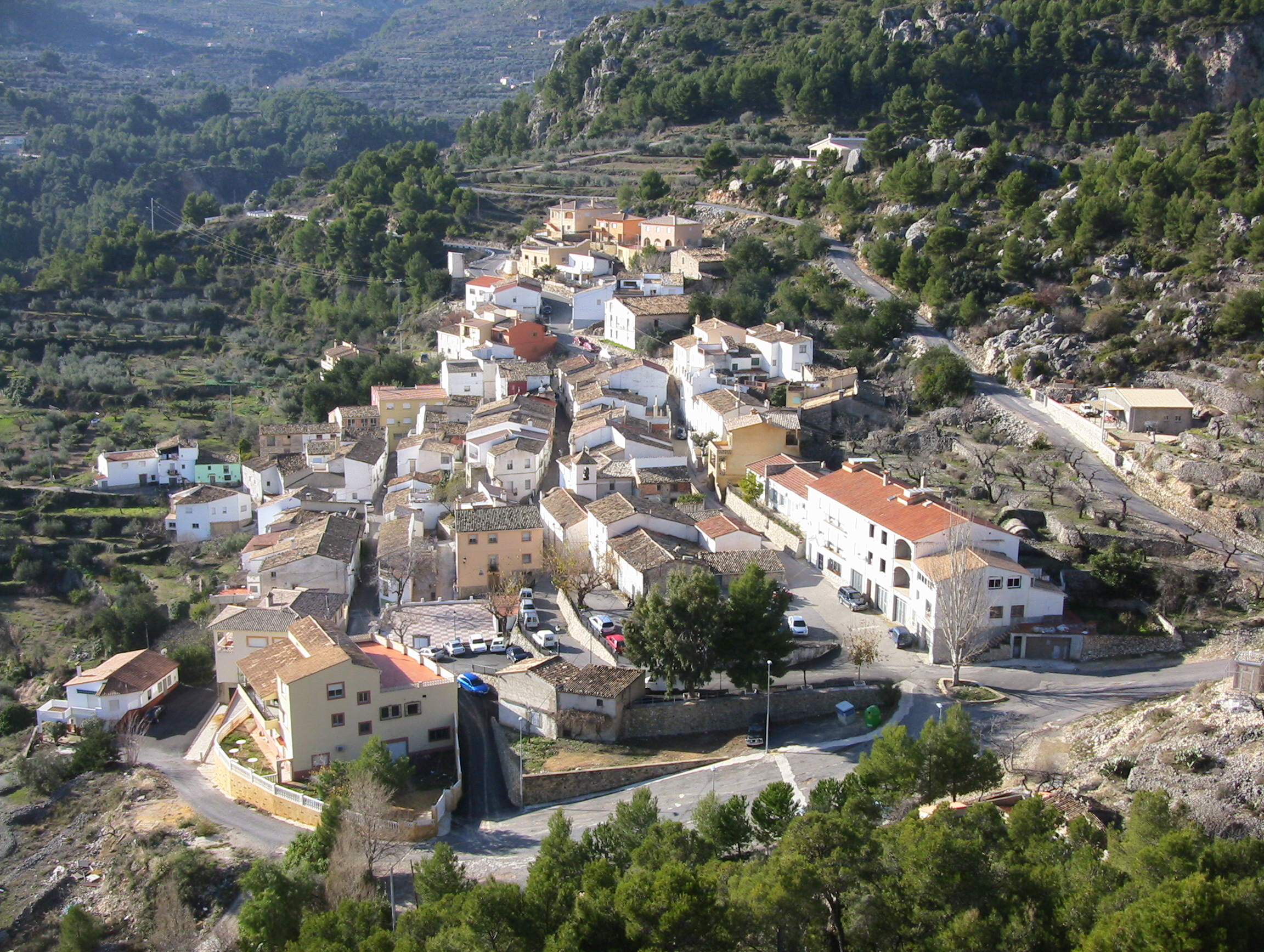
Panorama de Abdet

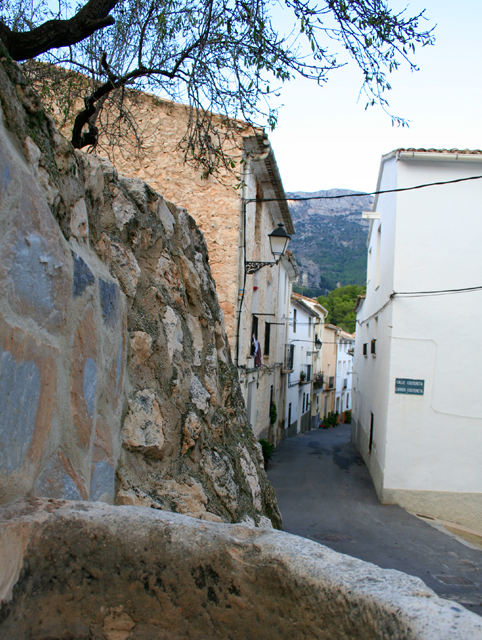
Calle de Abdet

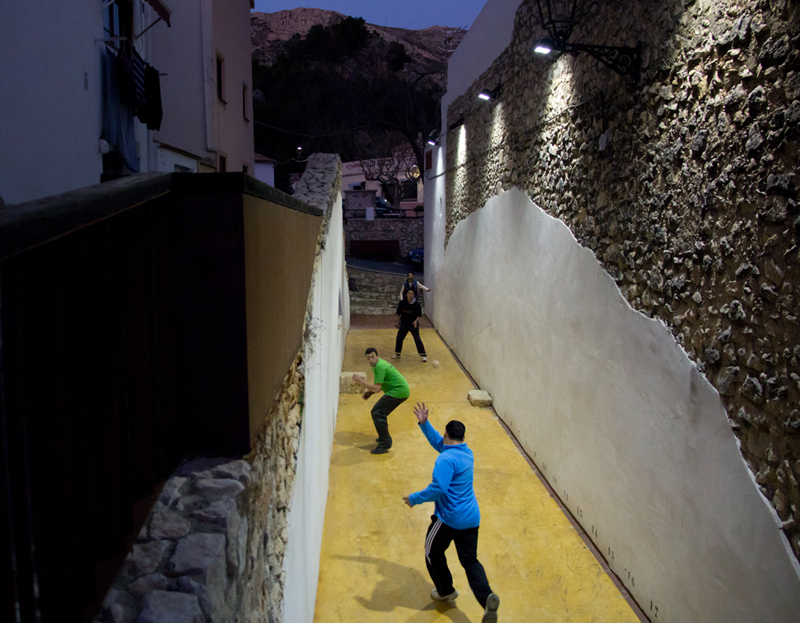
Partida de pilota en el trinquet

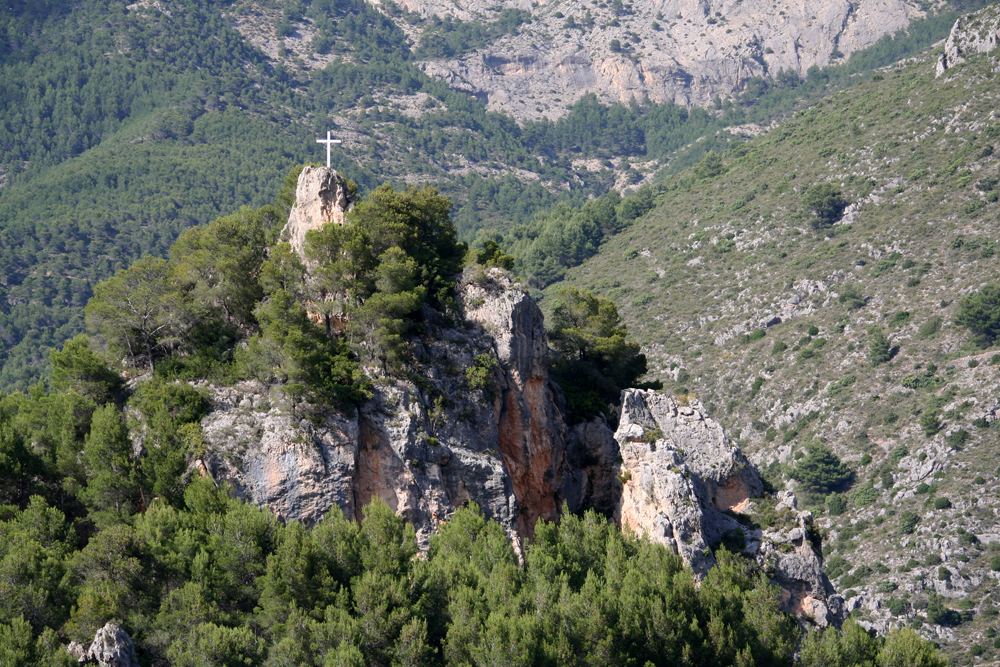
'Creueta del Penyó' de Abdet

Abdet es una población situada en el valle de Guadalest, provincia de Alicante (España), y pertenece administrativamente a la población cercana de Confrides. 
Está situada a los pies de la sierra de Serrella, a una altitud de 657 metros. En 2016 tenía una población inferior a 60 habitantes.
En el municipio tan solo se pueden encontrar cinco calles principales: La calle de Arriba, la calle de En medio, la calle de Abajo, calle Costereta y calle La granja.

## Monumentos
- La iglesia de San Vicente Ferrer.

- El trinquete, situado en la plaza de San Vicente Ferrer, data de 1772, y es por tanto uno de los más antiguos de la Comunidad Valenciana. En 2006 se realizó una restauración. En la localidad se practica la modalidad de Pelota valenciana 'grossa' y las pelotas, más grandes que una pelota de tenis, se cosen a mano con un corazón de trapo y piel de cabra. Ver más información (en valenciano) sobre el trinquet:

- El Lavadero. Se restauró en fechas cercanas a los trabajos del trinquet. Se encuentra en un camino a escasos 200 metros del pueblo.

- La "creueta del penyó". Peñón que corona el pueblo; desde su cima se puede observar una excelente y cercana panorámica del pueblo y de los alrededores, así como una gran cruz. A mitad de la subida hay una pequeña cueva.

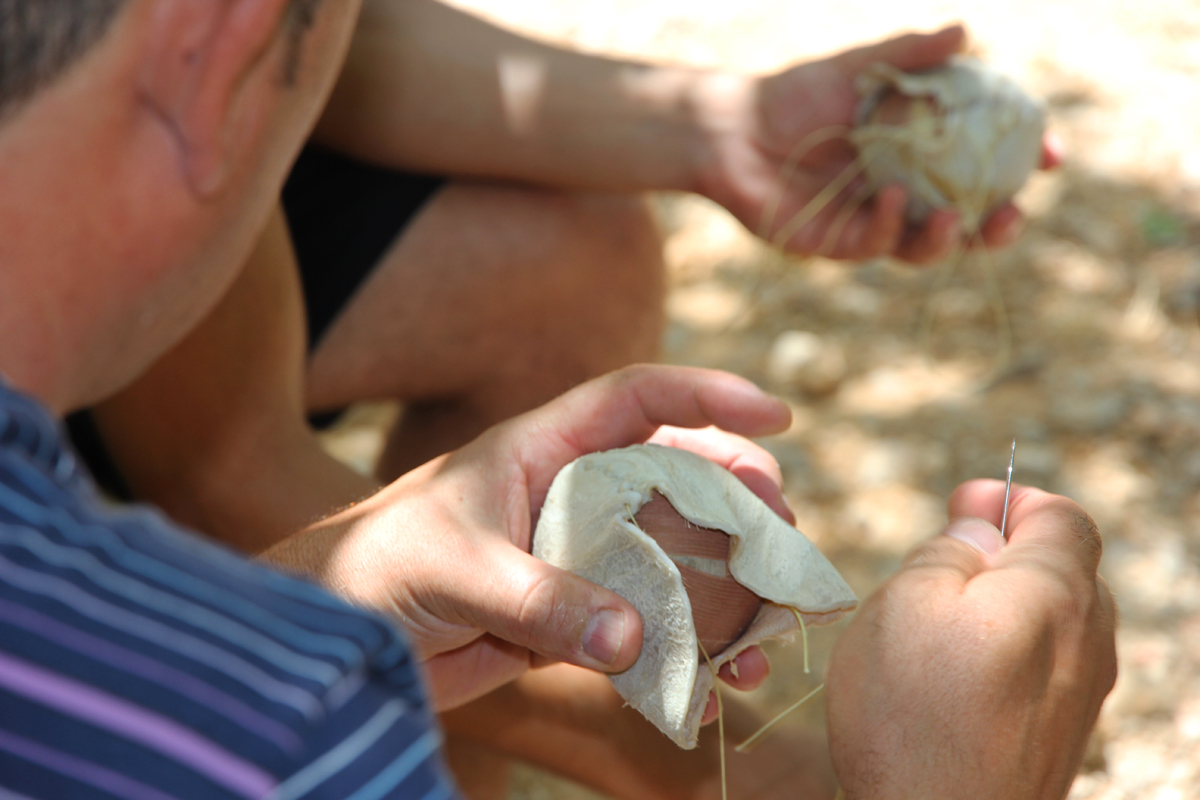
Cosiendo pelotas a mano

- Cosiendo pelotas a manoBarrancos. La localidad es muy apreciada por barranquistas, ya que dispone de varios barrancos donde practicar este tipo de deportes: el barranco de Mela y el barranco del Sord son los más frecuentados, aunque hay dos barrancos más: el del Llop y el del Fanalic (este último cuenta con enganches fijados en la bajada para los anclajes de las cuerdas). Además, el barranco del Fanalic es un bonito paraje que, tras las lluvias, ofrece una espectacular cascada que cae majestuosamente por el barranco.
- Escalada. Hay diversos puntos en el municipio donde se practica la escalada. Uno de ellos está a la entrada de la localidad, tras pasar el puente; el otro es la "Penya Llarga", un gran peñón ubicado cerca de Mela. En este punto, en la senda también podemos encontrar una gran piedra llena del mineral calcita (carbonato de calcio).
- Cuevas y simas. El término municipal cuenta con varias cuevas y simas exploradas y frecuentadas por aficionados, como la sima de La Plana. También se encuentra una cueva-nevera restaurada recientemente donde se puede acceder y apreciar la fresca temperatura en su interior (tanto en invierno como en verano). Este lugar ayuda a entender cómo se conservaban los alimentos en siglos pasados cuando no existían los refrigeradores.

- Fuentes. A lo largo y ancho del término municipal hay multitud de fuentes de agua cristalina y fresca: Mela, Llorca...

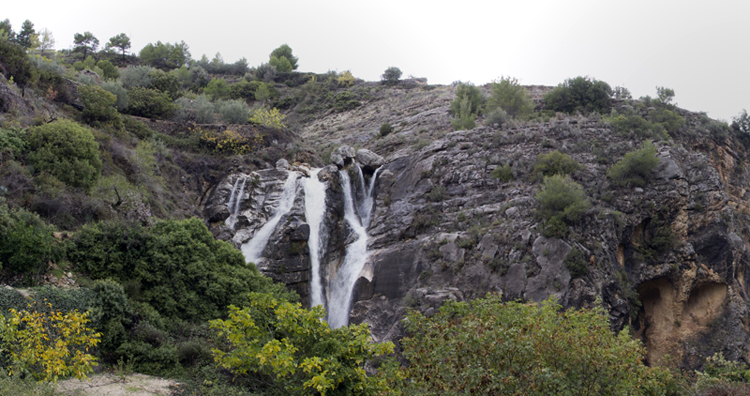
Cascada del Fanalic (Abdet) tras lluvias intensas

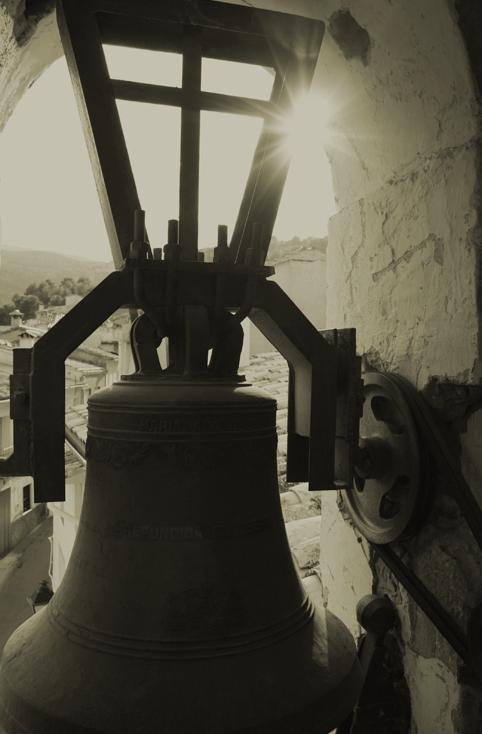
Campana de Abdet

## Fiestas y celebraciones
En Abdet se celebran dos fiestas:
- La última semana de Pascua, en honor a San Vicente Ferrer. Es la fiesta de los jóvenes y es tradicional la hoguera a las puertas de la iglesia.

- En el tercer fin de semana de agosto, en honor a la Virgen de las Dolores. Es la fiesta de los casados y su principal acto es la ofrenda.

Por el día hay pasacalles, celebraciones religiosas, comidas populares en la plaza, partidas de pelota valenciana, actos culturales y actividades infantiles; por las noches hay verbena.

## Historia
- La población es de origen árabe. El año 1264 el rey Jaime I de Aragón la entregó a Vidal de Sarriá a quien en el 1271 sucedió su hijo, Bernardo de Sarriá, el cual la cedió el 1335 al infante Pere. Posteriormente, las casas de Cardona y Ariza poseerían el señorío. En 1526, los musulmanes se rebelaron contra la orden de conversión mandada por Carlos I de España. Con luchas permanentes contra Castilla, en 1609 tomaron de nuevo las armas, sumándose a los moriscos refugiados en las montañas de la Valle de Laguart hasta que fueran expulsados definitivamente ese mismo año, dejando abandonadas las doce únicas casas que había. Posteriormente, fue repoblado, y en el siglo XVIII ya tenía veinticinco casas, llegando a tener el municipio completo de Abdet y Confrides 822 habitantes. Durante los dos últimos siglos, la población desciende lentamente. Durante el periodo 1960-1970 disminuyó un 17%, llegando a bajar en la última década un 50%.

- Según los “Archivos Españoles en Red”, concretamente en  la Sección Nobleza del Archivo Histórico Nacional, aparecen los siguientes datos (trabajo realizado por Paco Bou):

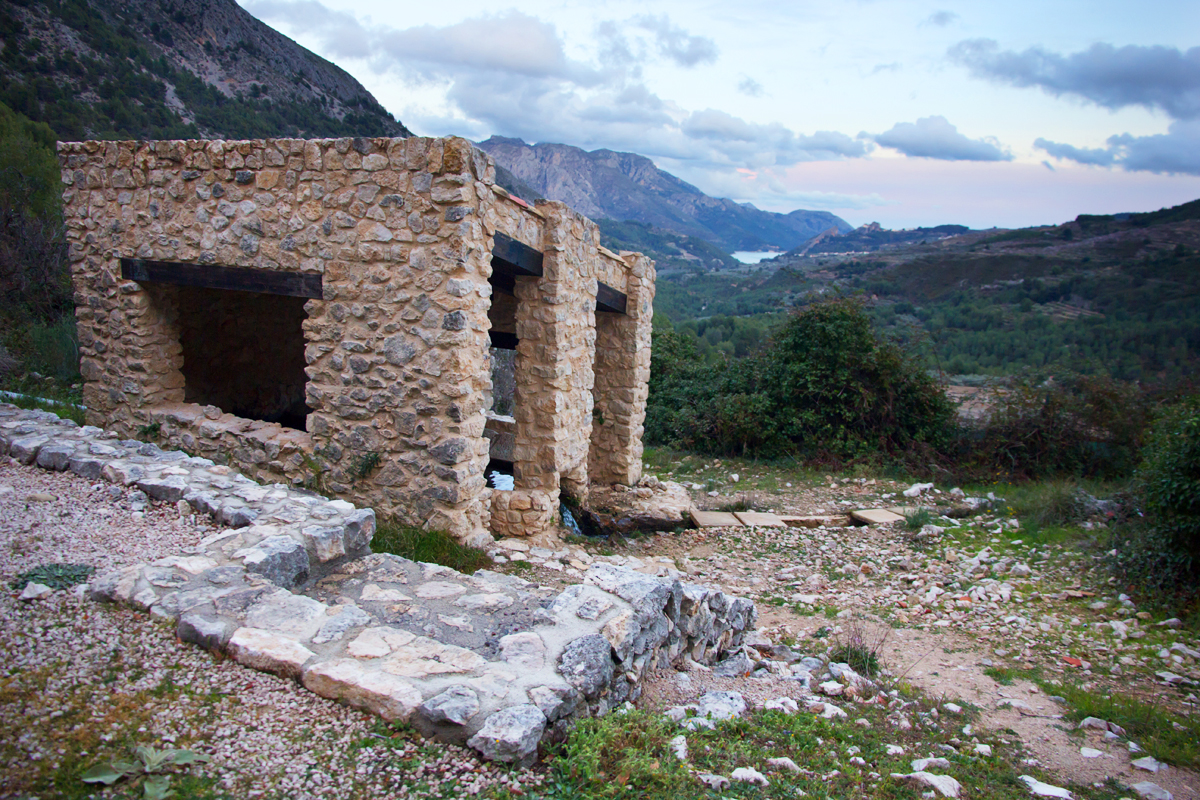
Lavadero de Abdet

- Lavadero de AbdetEn 1502 un título de posesión dada a Alonso de Cardona de los lugares de Aljofra, Alafdet y Florent. Vemos aquí "Alafdet" en vez de Abdet: posiblemente el nombre en árabe sin evolucionar.
- En el mismo archivo volvemos a encontrar el 16 de agosto de 1429 el Título de Privilegio de Alfonso V de Aragón por el que hizo merced a Hugo Cardona de Godales y Confrides (Alicante).
- En 1488 el Título de Aprobación por el egregio Hugo de Cardona del Sindicado de los lugares de Realenco (alhamas de Benipexcar, El Real, Benicanena, Alquería nova y Valle de Confrides), celebrado en Beniopa (15 de julio) y Villa del Castro de Guadalest (17 de julio) para cargarse a censo con la finalidad de sacar a los actuales Condes de Prades, antes Condes de Cardona, de la obligación que tenían con él, ante Bartolomé Ballester, Notario Público de Valencia.
- En 1445 el Título de la  Licencia que Hugo de Cardona, Señor del Valle de Guadalest y de Confrides, etc. da a los alamines, jurados, aljamas y singulares de sus lugares, para ordenar síndico, actor y procurador de los censales de cierta cuantía el 22 de abril de 1445, ante Mateo Stefani, y Juan de Prades o Pratis a una con Pedro Navarro, su Connotario.
- El 26 de julio de 1445 el Título de la Licencia otorgada el 22 de abril de 1445 por Hugo de Cardona, Señor del Valle de Guadalest, Confrides, y otros, a los alamines, jurados, aljamas, y singulares de estos lugares, para cargarse ciertos censales, ante Mateo Stephani, Notario Público de Valencia y por toda tierra.
- El  21 de octubre de 1445 el Título de Cargamento o Reconocimiento que hace Abrahim Valenti, como síndico de las aljamas del Valle de Guadalest, Confrides etc., a favor del venerable y discreto Berenguer Moragues, presbítero, de 300 sólidos censales, ante Antonio Lopiz (Llopes), Notario Público de Valencia.
- Sin fecha exacta el Título de Posesión por Hugo de Cardona de las posesiones que Juan, Rey de Navarra, Duque de nemorensis de Gandía tenía en el Valle de Guadalest y Castro de Confrides y sus términos y límites (Alcaria de Alforra, Alcaria de Cela, etc.), ante Miguel Vincencii, Notario Público.
- El 6 de junio de 1494 el Título  Abstracto del Sindicado celebrado en el lugar de Beniopa, del Valle de Guadalest, el 17 de junio de 1447, por las alhamas y universidades de los Valles de Guadalest y Confrides, en el que dan poder a Abrahim Valenti, sarraceno, para cargarse, en su nombre, 7.500 sólidos censales, ante Pedro Bataller, Notario Público de Valencia.
- En 1429: Privilegio de Alfonso V de Aragón por el que hizo merced a Hugo Cardona de Guadalest y Confrides. Calatayud, 16 de agosto de 1429.
- Dos Cédulas de Alfonso V de Aragón mandando se diese posesión del Castillo de Guadalest y villa de Ondara a Hugo de Cardona. Viana 18 y 19 de septiembre de 1425. Testamento de 1579. - Diferentes papeles que se refieren a esta posesión entre ellos un traslado de la toma de posesión de Hugo (1425-1509, pergamino); otra posesión de Juan Cardona, hijo del anterior y de Blanca de Navarra (1471, pergamino) y traslados de las escrituras del convenio que mediaron entre el Rey Juan I de Navarra y el citado Cardona, sobre cambio de Guadalest y Confrides Por Cam....? Y Calasanz (1429-1431, siglo XVI)."

## Etimología del término Abdet
En cuanto a su etimología, resulta un nombre propio de los comunes con raíz Abd-. Sin embargo nos topamos con la problemática de su terminación -et. Este es un rasgo particular; y el uso con artículo induce a un apelativo romano mozárabe o valenciano. Realmente, encontramos una explicación árabe más de acuerdo con el "paisaje toponímico" de este valle y con el pasado radicalmente morisco de este lugar.
La raíz abd- tuvo plena acogida en el árabe en todos los lugares, pero con el significado de "servir", "adorar".
En particular, era verbo procedente naturalmente de su participio activo abid con el significado de "ermita".
En diccionarios más accesibles, figura también como adjetivo, significando "adorador", "devoto".
También consta que es corriente el femenino abida. Puesto en plural, es abidat, es decir "adoradoras", "devotas".
Por tanto, tenemos una explicación fonética para darle significación a éste topónimo; es una norma general del árabe vulgar hispánico y magrebí el enmudecimiento de la "i" interna seguida de vocal larga.
En el habla morisca, había de sonar proveído del artículo alabdat, de donde toma influencia del valenciano (a)labdat y por último l'Abdet.
No es nada artificial este adjetivo femenino plural, dado que es un proceso repetido en el valenciano. El uso del adjetivo femenino "devota" con el sentido de "ermita", "santuario". La aplicación de este adjetivo a las ermitas, ya se empezaba a usar en el siglo XV "...el viejo rey se retiró a contemplación a una devota ermita". (Tirant lo Blanc Ag I, 21)

## Escudo
El escudo de Abdet fue creado en 2007 según las normas del "Consejo de Heráldica y Vexilología" de la Generalidad Valenciana para escudos de nueva creación

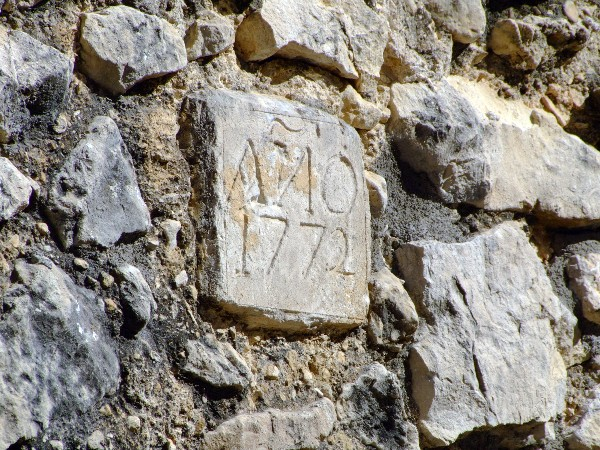
Placa de piedra que acredita el año de construcción del trinquet

- Placa de piedra que acredita el año de construcción del trinquetDescripción: Escudo cuadrilongo de punta redonda, partido y medio cortado. En el primer cuartel, en campo de oro, cuatro palos de gules abrazado de azur con cinco veneras de plata en cruz. En el segundo cuartel, en campo de azur, una montaña de plata surmontada de una llama de oro. En el tercer cuartel, en campo de gules, un creciente de oro. Al timbre, corona real abierta.

- Fundamentos: Blasón del almirante Bernardo de Sarriá, antiguo señor de la población, sobre las armas reales del Reino de Valencia. Se acompaña del símbolo de San Vicente Ferrer, patrón de la población y titular de la parroquia. Abajo, un creciente de oro que evoca el origen árabe de la población.

## Gastronomía
- Olleta de blat
- 'Pilotes de dacsa' (pelotas de maíz)
- Conejo al ajillo

Es también típica la comida de cacería, así como gran variedad de fruta y verdura obtenida de los campos (nísperos, aceitunas, almendras, naranjas, uva...).